# Urok literatury
Urok literatury (russisk: Урок литературы) er en sovjetisk spillefilm fra 1968 af Aleksej Korenev.

## Medvirkende
- Jevgenij Steblov som Konstantin Mikhajlovitj
- Leonid Kuravljov som Savelij Sidorov
- Inna Makarova som Vera Petrovna
- Valentina Maljavina som Nina Vronskaja
- Jevgenij Leonov som Pavel Petrovitj Vronskij